# Омар Томас
Омар Томас (енгл. Omar Thomas; Филаделфија, 27. фебруар 1982) је бивши амерички кошаркаш. Играо је на позицији крила.

## Каријера
Томас је студирао на Панола џуниор колеџу (2001–2003), и на Универзитету Тексас Ел Пасо (2003–2005). После универзитета, имао је пробу са Сијетл Суперсониксима, али није потписао уговор. Након тога одлази на Филипине и потписује уговор са екипом Кока-Кола Тајгерс. После годину дана одлази у НБА развојну лигу (НБДЛ) где наступа у дресу Остин тороса.
Године 2006. га је приметио Ђамперо Тици који га доводи да игра у Италију, где је потписао са екипом Риминија. Са њима је играо две сезоне. Током лета 2008. потписао је уговор са француским По Ортезом, али је отпуштен после само три утакмице. Након тога се вратио у Италију, и потписао уговор са Ријетијем, који је дебитовао у Серији А. На крају сезоне је имао просек од 11,5 поена и 5,7 скокова по утакмици. 
У јулу 2009, потписује уговор са екипом Бриндизија, у другој италијанској лиги. Сјајним партијама освојио је титулу МВП-а. У јуну 2010. одлази у прволигаша Авелино. Током сезоне 2010/2011. Томас је предводио тим до плејофа, и освојио је титулу МВП регуларног дела сезоне, са просеком од 18 поена и 6,2 скокова.
Дана 6. децембра 2011. Национална комисија италијанских судија суспендовала га је на 16 месеци (до 6. априла 2013), јер је био оптужен за поседовање лажног пасоша Републике Словеније, међутим после неколико дана играч је добио дозволу од ФИБА да се пресели у Црвену звезду, пошто казна није имала међународни утицај. Наступајући за Црвену звезду, пружао је добре партије и помогао тиму да стигне до финала плејофа Суперлиге Србије, где су поражени од Партизана. Био је проглашен најкориснијим играчем финалне серије.
Сезону 2012/13. проводи у руској екипи Краснаја Крила. У јулу 2013. враћа се у Италију и потписује једногодишњи уговор са екипом Динамо Сасарија. Сезону 2014/15. је провео у италијанском друголигашу Ферентину.

## Успеси

### Клупски
- Бриндизи:
  - Друга лига Италије (1): 2009/10.

- Краснаја крила:
  - Еврочеленџ (1): 2012/13.
  - Куп Русије (1): 2013.

- Динамо Сасари:
  - Куп Италије (1): 2014.

### Појединачни
- Најкориснији играч Првенства Италије (1): 2010/11.
- Најкориснији играч Друге лиге Италије (1): 2009/10.
- Најкориснији играч финалне серије Првенства Србије (1): 2011/12.